# Damir Krstičević
Damir Krstičević (ur. 1 lipca 1969 we Vrgoracu) – chorwacki polityk, wojskowy i menedżer, generał, poseł do Zgromadzenia Chorwackiego, w latach 2016–2020 minister obrony oraz wicepremier.

## Życiorys
Absolwent akademii wojskowej w Belgradzie (1991). Dołączył następnie do armii chorwackiej. Brał udział w różnych kampaniach wojennych w ramach toczącej się w pierwszej połowie lat 90. wojny w Chorwacji. Był dowódcą brygady, w 1996 otrzymał nominację generalską i powołanie na dowódcę jednego z okręgów wojskowych. Kształcił się w międzyczasie w amerykańskiej szkole wojskowej West Point. Objął później stanowisko zastępcy szefa sztabu generalnego chorwackiej armii.
We wrześniu 2000 był jednym z sygnatariuszy listu dwunastu generałów, którego autorzy publicznie skrytykowali podejście nowego chorwackiego rządu do współpracy z Międzynarodowym Trybunałem Karnym dla byłej Jugosławii, zarzucając mu obrażanie pamięci o wojnie w Chorwacji. Damir Krstičević był najmłodszym sygnatariuszem tego listu i jednym z dwóch bez partyjnej przynależności. Dzień po publikacji dokumentu razem z pozostałymi sześcioma generałami pozostającymi w służbie czynnej został decyzją prezydenta Stjepana Mesicia przeniesiony w stan spoczynku.
Przeszedł następnie do pracy w biznesie jako menedżer w przedsiębiorstwie informatyczno-telekomunikacyjnym King ICT i przewodniczący rady nadzorczej grupy M San. Zaangażował się w działalność polityczną w ramach Chorwackiej Wspólnoty Demokratycznej. Z jej ramienia w 2011 uzyskał mandat posła do Zgromadzenia Chorwackiego VII kadencji (zawiesił jednak jego wykonywanie na początku kadencji). Z powodzeniem ubiegał się o poselską reelekcję w wyborach w 2015 i 2016.
W październiku 2016 objął stanowiska wicepremiera oraz ministra obrony w rządzie Andreja Plenkovicia. Ustąpił z funkcji rządowych w maju 2020, gdy w katastrofie lotniczej zginęło dwóch żołnierzy sił powietrznych. W 2024 ponownie uzyskał mandat deputowanego (również zawieszając jego wykonywanie).